# Sam Fell
Samuel Jason "Sam" Fell (nacido en 22 de noviembre de 1965) es un animador, director de cine, guionista, actor de voz británico.
Sam comenzó su carrera como director en el cortometraje The Big Cheese para 3 Peach Animation. Luego se unió a Aardman Animations y trabajó en proyectos como el pop , Peter Lord 's Oscar nominado película corta de Wat's Pig , así como Rex the Runt , antes de dirigir el proyecto 2002 zoquete . ¡También desarrolló una serie de televisión para niños llamada Rabbits!.
En 2001, se le ocurrió la historia de Lo que el agua se llevó, que desarrolló a lo largo de 2002. A partir de 2003, dirigió la película para Aardman. También proporcionó las voces para los personajes Liam, The Prophet, Ladykiller y Fanseller.
A partir de 2008, dirigió The Tale of Despereaux para Universal Studios , y también proporcionó las voces de los personajes Ned y Smudge.
Fell codirigia Laika 's ParaNorman, con Chris Butler , que fue lanzado en el Estados Unidos en agosto de 2012.

## Filmografía
- The Big Cheese (1992; director, escritor, animador)
- Pop (1996; director, escritor, animador, escenógrafo)
- Wat's Pig (1996; animador)
- Rabbits! (1998; creador / director)
- Rex the Runt (2001; director) (TV)
- Chump (2001; escritor / director)
- Flushed Away (2006; director, historia, voz de Liam, The Prophet, Ladykiller, Fanseller)
- The Tale of Despereaux (2008; director, voz de Ned, Smudge)
- ParaNorman (2012; director)
- Chicken Run: Dawn of the Nugget (2023; director, historia)

## Premios y distinciones
Premios Óscar
| Año  | Categoría                   | Película   | Resultado |
| ---- | --------------------------- | ---------- | --------- |
| 2013 | Mejor película de animación | ParaNorman | Nominado  |